# Son Dominicano
El Son Dominicano es un género musical tradicional de la República Dominicana, derivado del son cubano pero con características únicas que reflejan la identidad cultural dominicana.
Es una expresión musical que combina influencias africanas, europeas e indígenas, manifestándose a través de instrumentos típicos, letras que narran experiencias cotidianas y un ritmo bailable. Aunque no es tan popular a nivel internacional como el merengue o la bachata, el son dominicano ocupa un lugar importante en el acervo cultural del país.

## Origen e historia
El son dominicano tiene sus raíces en el son cubano, género que llegó a la República Dominicana a principios del siglo XX a través de intercambios culturales y migratorios. Durante esta época, las influencias musicales viajaban entre las islas del Caribe debido al comercio y a las relaciones socioculturales. A medida que el son cubano se asentaba en la región, los músicos dominicanos comenzaron a adaptar el género, integrando ritmos autóctonos, como los patrones de percusión de la música de palos y otros géneros folclóricos.
En la década de 1940, el son dominicano experimentó un auge gracias a la proliferación de grupos musicales que interpretaban este estilo en fiestas populares, festivales y programas de radio. Artistas locales comenzaron a incorporar instrumentos como la tambora y la marímbula, lo que le dio una identidad propia. Este género, aunque influenciado por sus raíces cubanas, se transformó en una expresión más local y representativa de las experiencias del campesinado y las clases trabajadoras dominicanas.
A pesar de haber sido opacado por el merengue y la bachata en popularidad, el son dominicano ha mantenido una presencia importante en las zonas rurales y en comunidades las tradiciones musicales se conservan con esmero. En 2025, algunos artistas y grupos musicales siguen interpretando y preservando este género como parte del patrimonio cultural dominicano.

## Características musicales
El son dominicano se distingue por su ritmo sincopado y su estructura musical basada en la combinación de melodía, armonía y percusión. Aunque comparte similitudes con el son cubano, como el uso de la clave como base rítmica, el son dominicano incorpora elementos únicos que lo diferencian.
Entre sus principales características destacan:
1. Instrumentación: Los instrumentos típicos incluyen la guitarra, la tambora (un tambor de doble parche característico del folklore dominicano), la marímbula (un instrumento de percusión idiofónico), el bongó, las maracas, el guayo (similar a la güira) y a veces el acordeón. Estos instrumentos generan una mezcla de sonidos que dan al son dominicano su estilo distintivo.[7]
2. Ritmo y danza: El ritmo del son dominicano es más acelerado y marcado que el son cubano, con una base rítmica que resalta la tambora y el bongó. Es un género bailable, donde las parejas realizan movimientos coordinados, incluyendo giros y pasos cadenciosos.[8]
3. Temática de las letras: Las letras del son dominicano suelen abordar temas cotidianos, la vida en el campo, el amor, las relaciones sociales y las dificultades del día a día. Muchas veces se utilizan expresiones populares y un lenguaje coloquial.[9]

Estructura musical: Por lo general, el son dominicano sigue una estructura de "verso y estribillo" (coro) que invita a la participación del público. El coro suele ser repetitivo y pegajoso, facilitando su difusión en celebraciones y fiestas populares.

## Importancia cultural
El son dominicano es considerado una expresión musical fundamental del acervo cultural dominicano. Representa la historia de las clases populares, sus luchas y celebraciones. Es común en las fiestas patronales, carnavales y otras celebraciones comunitarias.
El género también ha sido objeto de estudios académicos sobre música folclórica y afrocaribeña, ya que combina elementos africanos, europeos e indígenas. En las últimas décadas, ha habido un resurgimiento del interés por preservar y difundir el son dominicano, con iniciativas públicas y privadas que buscan mantener viva esta tradición.